# Pseudokermes marginatus
Pseudokermes marginatus  (лат.) — вид полужесткокрылых насекомых-кокцид рода Pseudokermes из семейства ложнощитовки (Coccidae).

## Распространение
Южная Америка: Guyana.

## Описание
Питаются соками таких растений, как Lauraceae (Nectandra).
Таксон Pseudokermes marginatus включён в состав рода Pseudokermes Cockerell 1895 (триба Cardiococcini) вместе с видами Pseudokermes armatus, Pseudokermes cooleyi, Pseudokermes correntinus, Pseudokermes eugenium, Pseudokermes geoffroeum, и другими.